# Ryszard Gałęzowski
Ryszard Gałęzowski (ur. 3 kwietnia 1926, zm. 29 lutego 1984) – polski działacz partyjny i państwowy, lekarz weterynarii, wicewojewoda wrocławski (1973–1975) i wałbrzyski (1975–1980).

## Życiorys
Z zawodu lekarz weterynarii, uzyskał stopień naukowy doktora. Przed 1973 pełnił funkcję wojewódzkiego lekarza weterynarii we Wrocławiu. Wstąpił do Polskiej Zjednoczonej Partii Robotniczej. Od grudnia 1973 do maja 1975 pełnił funkcję wicewojewody tzw. dużego województwa wrocławskiego. Po jego podziale od czerwca 1975 do czerwca 1980 pozostawał wicewojewodą wałbrzyskim.
Został pochowany na Cmentarzu Grabiszyńskim.